# Francisco Gómez-Salazar
Francisco Gómez-Salazar y Lucio-Villegas (Arija, 7 de julio de 1827-Santuario de Nuestra Señora de Montesclaros, 13 de marzo de 1906) fue un religioso católico, teólogo, jurista, académico y catedrático universitario español.

## Biografía
Hermano de Manuel Gómez-Salazar, que llegó a ser arzobispo de Burgos, Francisco Gómez-Salazar nació en la localidad burgalesa de Arija. Cursó Filosofía elemental en el seminario de Burgos y obtuvo el grado de Bachiller en Artes en la Universidad Central de Madrid. Después continuó su formación en la Universidad de Valladolid, donde se licenció en Teología en 1852, compaginando esta formación con los estudios de lengua hebrea, latín y griego. Se doctoró en teología en el Seminario de Granada en 1855 y revalidó el doctorado en la Universidad Central en 1857, mismo año en que fue ordenado sacerdote. En esta universidad siguió su formación como jurista, licenciándose en Derecho en 1862 y obteniendo después el doctorado. Durante toda su formación universitaria recibió las más altas calificaciones y varios premios extraordinarios.
Fue profesor de hebrero en la universidad vallisoletana durante un año y catedrático de hebreo y griego en el Seminario de San Pelagio en Córdoba (1853-1857). El obispo cordobés lo nombró ecónomo de la iglesia parroquial de Santa María Magdalena en 1855 y del sagrario de la Catedral de Córdoba en 1856. Ese mismo año obtuvo la cátedra de teología en la Universidad Central que hubo de abandonar en 1863 al ser suprimida. En 1875 obtuvo la cátedra la de derecho canónico en la misma universidad, en este caso sustituyendo a Eugenio Montero Ríos.
En 1885 fue elegido académico de número de la Real Academia de Ciencias Morales y Políticas en sustitución de Francisco Javier Caminero y Muñoz, donde se incorporó en diciembre de ese mismo año con el discurso Relaciones entre la Iglesia y el Estado o Etnarquía cristiana. En 1886 fue nombrado obispo de León, momento en que abandonó la enseñanza.
En 1903 renunció a su puesto como académico de número en la Academia por residir fuera de Madrid, pasando a ser académico correspondiente y al año siguiente renunció al obispado por problemas de salud. Falleció en 1906 en el santuario de Nuestra Señora de Montesclaros en Cantabria.

## Obras
Relación no exhaustiva:
- Manual eclesiástico (1870)
- Tratado de las censuras eclesiásticas con arreglo a la Constitución “Apostolicae Sedis” expedida en 12 de octubre de 1869 (1875)
- Relaciones entre la iglesia y el estado o "etnarquia cristiana" (1885)
- Constituciones Sinodales para la Diócesis de León (1893)